# Vlaamse verkiezingen 2014/Kandidatenlijsten/PVDA+
Dit zijn de kandidatenlijsten van PVDA+ voor de Vlaamse verkiezingen van 2014. De partij dient geen lijst in voor de kieskring van het Brussels Hoofdstedelijk Gewest.

## Antwerpen

### Effectieven
1. Jos D'Haese
2. Lieve Seuntjens
3. Marc Vandepitte
4. Aziza Falki
5. Peter Konings
6. Nadine Peeters
7. Özgür Gumus
8. Kim Verberck
9. Geert Budts
10. Nadia Benabdessamad
11. Gaston Van Dyck
12. Katrien Petit
13. Najat Beraich
14. Willy De Borger
15. Dirk Weyn
16. Jokke Schreurs
17. Ida Dequeecker
18. Benedict Mayuku
19. Maartje De Vries
20. Joris Van Gorp
21. Steven Boers
22. Gunter Breugelmans
23. Encieh Jozaghi
24. Jef Van Der Aa
25. Lien Moens
26. Nicole Naert
27. Sonja Heyman
28. Robin De Schepper
29. Mehria Eshaghzey
30. Caroline De Wachter
31. Bruno De Wit
32. Elise Boons
33. Mike De Herdt

### Opvolgers
1. Luk Vandenhoeck
2. Lise Vandecasteele
3. Irina Meeusen
4. Dirk Tricot
5. Janneke Ronse
6. Erica De Meyer
7. Els Roes
8. Bert De Ryck
9. Karlien Torney
10. Hakim Fatri
11. Luc Van De Weyer
12. Yvan Brys
13. Truus Mentens
14. Christoph Van Dyck
15. Ilona Van Looy
16. Ben Van Duppen

## Limburg

### Effectieven
1. Gaby Colebunders
2. Margriet Beenaerts
3. Arturo Moro
4. Bianca Booms
5. Luc Ectors
6. Nadia Chahboun
7. Georges Houtmeyers
8. Ida De Nicolo
9. Rob Van Vlierden
10. Kim Vandewaeter
11. Sooi Van Limbergen
12. Els Colemont
13. Loesja Klimczak
14. Milly Thoolen
15. Jef Lingier
16. Harrie Dewitte

### Opvolgers
1. Willy Mebis
2. Jeanne Van Der Vliet
3. Hoessein Naim
4. Marina Fonteyn
5. Olivier Goessens
6. Maryama Arfala
7. May Lauryssen
8. Kübra Sertkaya
9. Wouter Vanduffel
10. Gerrie Gijbels
11. Max De Vries
12. Erik Steensels
13. Tinny Vanalken
14. Willem De Witte
15. Hacer Sucu
16. Staf Henderickx

## Oost-Vlaanderen

### Effectieven
1. Dirk Goemaere
2. Nele Van Parys
3. Toon Danhieux
4. Evie Embrechts
5. Eddy Schatteman
6. Hakim Carpentier
7. Irene Tassyns
8. Hilde Wenes
9. Annick Florus
10. Frank Bovyn
11. Bruno Poppe
12. Jasmina Schelstraete
13. Marlene Germis
14. Christine Jacobs
15. Kris De Block
16. An Carbonnelle
17. Stefaan Lefebure
18. Klaar Van Bossuyt
19. Helga Collyn
20. Brecht Bruynsteen
21. Nefertiti Hinnekint
22. David Van Brabandt
23. Eefje Goossen
24. Claude Yande
25. Steven Dujeu
26. Philip Ridon
27. Geert Asman

### Opvolgers
1. Jouwe Vanhoutteghem
2. Maureen Tollenaere
3. Karel Van Bever
4. Yuk Kit Yeung
5. Lieve Copers
6. Guido Driessens
7. Marianne Van Eynde
8. Jan De Foer
9. Jan Haegens
10. Patricia De Bruyne
11. Janetta Danyiova
12. Koen Zelderloo
13. Wim Van Zandycke
14. Sarah Van Acker
15. Marleen Vanmaercke
16. Jan Vandeputte

## Vlaams-Brabant

### Effectieven
1. Line De Witte
2. Vincent Gunst
3. Gwen Falony
4. Joke Piccart
5. Alexandra Ooms
6. Peter Vanderleyden
7. Lien Mertens
8. Anne-Mie Uyttendaele
9. Thomas Mathys
10. Freyja Todts
11. Myriam Vanbiervliet
12. Michel Vandermaesen
13. Patrick Dewals
14. Wibo Vanhomwegen
15. Daisy Van Damme
16. Lyvia Diser
17. Saskia Jacobs
18. Koen Ooms
19. Aziz Ekin
20. Wout Lootens

### Opvolgers
1. Brecht Vanacker
2. Annemie Ramboer
3. Manuel Danssaert
4. Gibbe Vanwezer
5. Tom Potoms
6. Lud Wantens
7. Annemie De Winter
8. Lies Busselen
9. Jerry Systermans
10. Chantal Callewaert
11. Birbhan Ghartimagar
12. Annelore Wierinckx
13. Frank Boel
14. Raïssa Verdickt
15. Brunhilde Goetelen
16. Stan Vanhulle

## West-Vlaanderen

### Effectieven
1. Bart Desmedt
2. Ilona Vandenberghe
3. Marino Coolsaet
4. Véronique Vanhixe
5. Stephen Brigitta
6. Lieselot Beeckaert
7. Frederiek De Vooght
8. Nathalie De Temmerman
9. Khalid Labriq
10. Katrien Verschaeve
11. Wim Meurisse
12. Simonne Allary
13. Klaas Goudeseune
14. Maaike Meersdom
15. Noël Bruynsteen
16. Caroline Glas-Decaluwé
17. Albrecht Gevers
18. Marieke Callens
19. Andy Billiet
20. Iris Walgraeve
21. Sabine Flamand
22. Johan Saelens

### Opvolgers
1. Lars Meulenbergs
2. Nathalie Samyn
3. Christophe Mathys
4. Deborah Steelandt
5. Johan Clabau
6. Stephanie Verbrugghe
7. Chris Vercruysse
8. Annemie Maes
9. François Vangaeveren
10. Vera Verheye
11. Luc Schokkelé
12. Elsje Mestdagh
13. Johny Gilissen
14. Linda Devuyst
15. Reynout Dekimpe
16. Roos Eligius